# Pomoraner

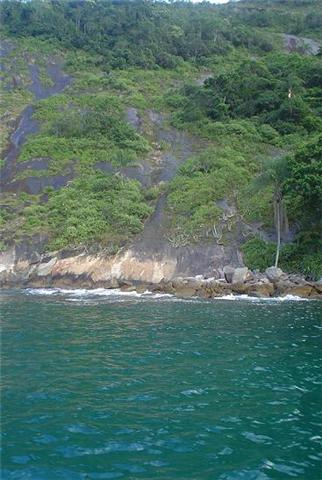
Amazonas

Pomoraner är ett folkslag som härstammar från det forna Pommern – en preussisk provins som låg vid Östersjön. Efter andra världskriget delades provinsen upp mellan Polen och Östtyskland. Idag talas inte pommerska längre i Europa, men tack vare utvandringar till USA, Australien och Brasilien har språket lyckats överleva. Pommerska ingår i den germanska språkfamiljen . Språket har förbjudits både av tyskar som ansett att pommerska är mer obildat än tyska, men det har också förbjudits av brasilianare som förespråkat portugisiska. 

## Pomoraner i Brasilien
De första pomeraner som kom till Brasilien, kom i hopp om att äga egna jordegendomar men istället väntade ett hårt liv hos de större jordägarna. Kulturen har kunnat bevarats genom ceremonier men framförallt genom att språket hållits vid liv. Den genuina kulturen finns på landsbygden. Idag finns marknadsintressen i att marknadsföra pomoraner som ett exotiskt och mytomspunnet folk för att på så sätt locka turister. I städerna kan man se pomoraner i tyska folkdräkter men även traditionella vita hus med bruna träbalkar.
I samband med geologiska undersökningar i Amazonas har man funnit kvarlevor av vad man tror är pomoraner som bosatt sig i Manaus. Detta stärker teorin om en utgrening av pomoraner som skedde under 1800-talets slut. Det är ännu oklart om hur det pomoranska samhället i Amazonas sett ut, och hur folket dött ut. Efterforskningar har påbörjats och ett samarbete mellan forskare och den brasilianska regeringen har inletts. 